# 大塚博堂・ストーリー
『大塚博堂・ストーリー』（おおつかはくどう ストーリー）は、ストーリーシリーズの一つとして1986年1月25日にフィリップス・レコードから発売された大塚博堂のベスト・アルバム。

## 収録曲
| 全作曲: 大塚博堂。 |                                          |          |            |              |
| #                  | タイトル                                 | 作詞     | 作曲・編曲 | 編曲         |
| 1.                 | 「ダスティン・ホフマンになれなかったよ」 | 藤公之介 | 大塚博堂   | 惣領泰則     |
| 2.                 | 「結婚する気もないのに」                 | 藤公之介 | 大塚博堂   | あかのたちお |
| 3.                 | 「季節の中に埋もれて」                   | 藤公之介 | 大塚博堂   | 森岡賢一郎   |
| 4.                 | 「旅でもしようか」                       | 藤公之介 | 大塚博堂   | あかのたちお |
| 5.                 | 「娘をよろしく」                         | 広瀬俊夫 | 大塚博堂   | 森岡賢一郎   |
| 6.                 | 「過ぎ去りし想い出は」                   | 大塚博堂 | 大塚博堂   | 森岡賢一郎   |
| 7.                 | 「哀しみ通せんぼ」                       | るい     | 大塚博堂   | 船山基紀     |
| 8.                 | 「私はもう女です」                       | るい     | 大塚博堂   | 船山基紀     |
| 9.                 | 「翌朝」                                 | 藤公之介 | 大塚博堂   | 馬飼野康二   |
| 10.                | 「めぐり逢い紡いで」                     | るい     | 大塚博堂   | あかのたちお |
| 11.                | 「LOVE IS GONE」                         | るい     | 大塚博堂   | 宮川泰       |
| 12.                | 「ピアノコンチェルトは聞こえない」       | るい     | 大塚博堂   | 宮川泰       |
| 13.                | 「途中下車」                             | 山川啓介 | 大塚博堂   | クニ河内     |
| 14.                | 「もう子供でも鳥でもないんだから」       | るい     | 大塚博堂   | クニ河内     |
| 15.                | 「青春は最後のおとぎ話」                 | 山川啓介 | 大塚博堂   | クニ河内     |
| 16.                | 「愁雨」                                 | るい     | 大塚博堂   | 井上鑑       |